# De dödas stad (roman)
De dödas stad är del 20 i Robert Jordans fantasyserie Sagan om Drakens Återkomst (Wheel of Time). På engelska: Crossroads of Twilight och den kom ut 2004. Den är översatt av Jan Risheden.
| Föregående bok: Dunklets korsväg | Sagan om Drakens Återkomst | Nästa bok: Tar Valons Fånge |